# Улай (художник)
Улай (нем. Ulay), настоящее имя Франк Уве Лайсипен (нем. Frank Uwe Laysiepen); 30 ноября 1943[…], Золинген, Рейнская провинция[…] — 2 марта 2020[…], Любляна) — немецкий художник-концептуалист, перформансист.

## Детство и начало творческого пути
Большая часть детства Уве совпала с послевоенным временем. Поскольку мать не могла содержать семью, мальчику пришлось работать наравне с взрослыми, чтобы восстановить страну после разрухи.
Ещё в школьные годы Улай заинтересовался мировой культурой и историей искусства, в особенности — театральным делом. После школы Уве принял решение уехать из родного города и отправиться в Европу. Некоторое время он странствовал по городам и странам, изучал жизнь и искал самого себя, пока не поселился в Амстердаме.
Помимо перформанса, Улай занимался также фотоискусством, используя фотографии как концептуальные жесты.
С 1968 по 1971 гг. Улай работал консультантом в компании «Polaroid». В это время он начал активно заниматься фотографией, изучая теоретическую часть и проводя собственные эксперименты по созданию новых визуальных образов.
Примером служит его ранняя работа S’He (1973—1974). На снимках запечатлен сам Улай сразу в двух образах: правая сторона тела изображает мужчину, левая — женщину. Граница между полами четко разделена, и если посмотреть на человека в профиль, то можно увидеть только одну его часть: мужскую или женскую. Фотографии также подписаны составным именем PA-ULA-Y.
В 1976 году в художественном музее De Appel в Амстердаме Улай организовал два перформанса-фотосессии под названием «FOTOTOT (Photo Death)». Здесь он впервые начал работать над развенчиванием мифа об объективности фотографии. Улай демонстрирует, что фотосъемка это тоже процесс, определённый алгоритм действий, который состоит из набора операций, носящих технический характер и необходимых для непосредственно создания изображения, но объекты, зафиксированные в результате на снимке, иллюзорны и как любая иллюзия они не соответствуют действительности.
12 декабря 1976 года в ходе акции «Преступное прикосновение к искусству» Улай вынес из Новой национальной галереи картину Карла Шпицвега «Бедный поэт» (хрестоматийный образец немецкого бидермайера) и повесил её в квартире турецких гастарбайтеров. Перформанс, символизировавший встречу искусства с теми слоями народа, которые не могут попасть в музеи, документировался оператором Йоргом Шмидтом-Райтвайном. На следующий день Улай вернул похищенную картину в музей и сдался полиции.

## Сотрудничество с Мариной Абрамович
Наибольшую популярность получил в годы творческого сотрудничества с сербской художницей Мариной Абрамович, с которой Улай познакомился в 1976 году в Амстердаме. В их совместном творчестве особенно была важна идея «коллективного существа», которое они сами называли как «Другое».
Они проводили серию перформансов, среди которых наиболее известными были:
— «Отношения в пространстве» (1976, показан на Венецианской биеннале) — в ходе перформанса обнаженные Марина и Улай бегут навстречу друг другу и с силой сталкиваются, перформанс демонстрировал идею слияния двух начал — мужского и женского, и идею свободных отношений.
— «Отношения во времени»(1977), Марина и Улай сплели свои волосы и просидели спиной друг к другу в подобном положении 17 часов, причём публика была допущена в зал только в последний час. Идея заключалась в акцентировании внимания на том, что, подпитываясь энергией публики, человек повышает уровень своих возможностей
— «Энергия покоя / Остаточная энергия» (1980), перформанс длится 4 минуты, в ходе которых Абрамович держит лук, в то время как Улай держит стрелу, нацеленную на её сердце, и натянутую тетиву. Сердцебиение партнёров отслеживалось, и каждый из них слышал сердечный ритм другого. Идея перформанса заключалась в показе безграничного доверия
В 1980-м Улай и Марина решили пожениться, встретившись на середине Великой Китайской стены. По сценарию Улай должен был начать свой путь из пустыни, а Марина — со стороны моря, что означало слияние стихий, мужского и женского начала. Но за те восемь лет, что они ждали разрешения от китайских властей, смысл перформанса «Влюблённые» изменился: следовали многочисленные измены, Улай женился на переводчице-китаянке, которая забеременела от него во время поездки — отношения в паре становились всё более напряжёнными, и путешествие по Великой китайской стене стало не свадьбой, а расставанием: отправившись в путь с противоположных концов, они встретились посередине, чтобы попрощаться друг с другом. «Этот поход превратился в законченную личную драму. Улай стартовал из пустыни Гоби, я — от Жёлтого моря. После того как каждый из нас прошёл 2500 километров, мы встретились и простились навсегда».
Впрочем, художники встретились в 2010 году на перформансе Марины «В присутствии художника» в Нью-Йоркском музее современного искусства.
Летом 2017-го, спустя 30 лет после расставания, пара достигла примирения. Воссоединение произошло на сцене Музея современного искусства «Луизиана», где прошла крупнейшая выставка Марины Абрамович в Европе.
В интервью Улай сказал: «Всё грязное и уродливое между нами осталось позади. На самом деле это красивая история». «Прекрасная работа, которую мы когда-то проделали вместе, — вот что теперь имеет значение», — добавила Марина.

## Последующее творчество
В начале 90-х Лейсипен вновь сфокусировал своё внимание на фотографии. Он погрузился в европейскую историю, анализировал символику национализма и империализма и собрал снимки в новую серию Berlin Afterimages (1994—1995).
Также занимался проектами, которые посвящены воде, в частности тому, какую важную роль она играет в жизни человека и как неравнозначно к ней относятся в африканских, арабских странах и в Нидерландах. В последние годы Улай жил в Любляне.
В интервью Brooklyn Rail в мае 2011 Улай сказал: «Недавно я решил, что теперь, когда будут спрашивать мое имя, я буду говорить — Вода (…) просто подумайте: наш мозг на 90 % состоит из воды, тело — на 68 %. Это даже не водный человек, а просто Вода: людей это смущает, они спрашивают: „что, извините?“, а я снова говорю — „Вода“. Это сразу же позволяет начать разговор на эту тему. Новое имя передает мою глубокую озабоченность по поводу этого вопроса».